# 山科区
山科区（やましなく）は、京都市を構成する11の行政区の1つ。京都市の東側にある山科盆地の北部と、周辺の山地を区の範囲としている。
本項ではかつて同一地域に存在した宇治郡山科町（やましなちょう）についても述べる。

## 概要

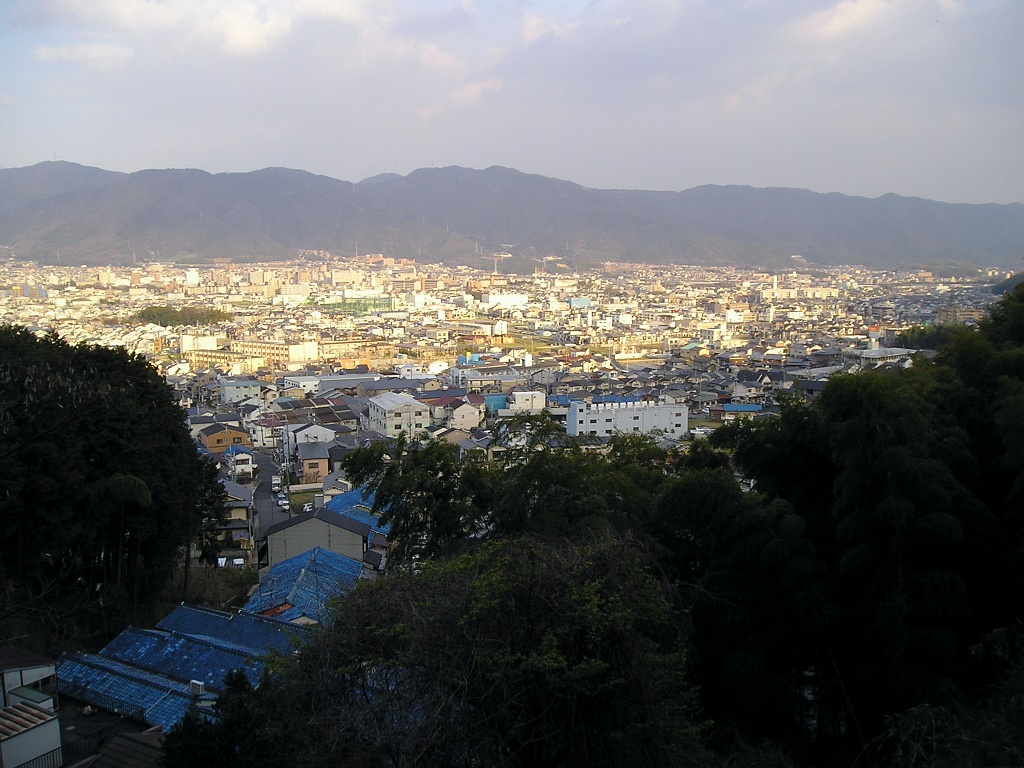
滑石道から見た山科盆地

東山により京都盆地から、音羽山や醍醐山（笠取山）などにより近江盆地から隔てられている。古くから京都と東国とを結ぶ交通の要衝であった。
かつては農村地域だったが、現在はベッドタウンとして他地域からの移入者も多い。名神高速道路の京都東ICなどもあり、京都市の東の玄関口として発展している。
東側は滋賀県大津市との県境に接しており、大津との結び付きも強い。
南側は伏見区醍醐地区に接しており、山科区と同一の生活圏や経済圏を形成している。古くより同じ宇治郡であり山科川流域でもある山科区と醍醐地区との繋がりは、伏見区中心部と醍醐地区の繋がりよりも深いとされ、市政や観光案内においても、山科と醍醐は一括りにされることが多い。

## 地理

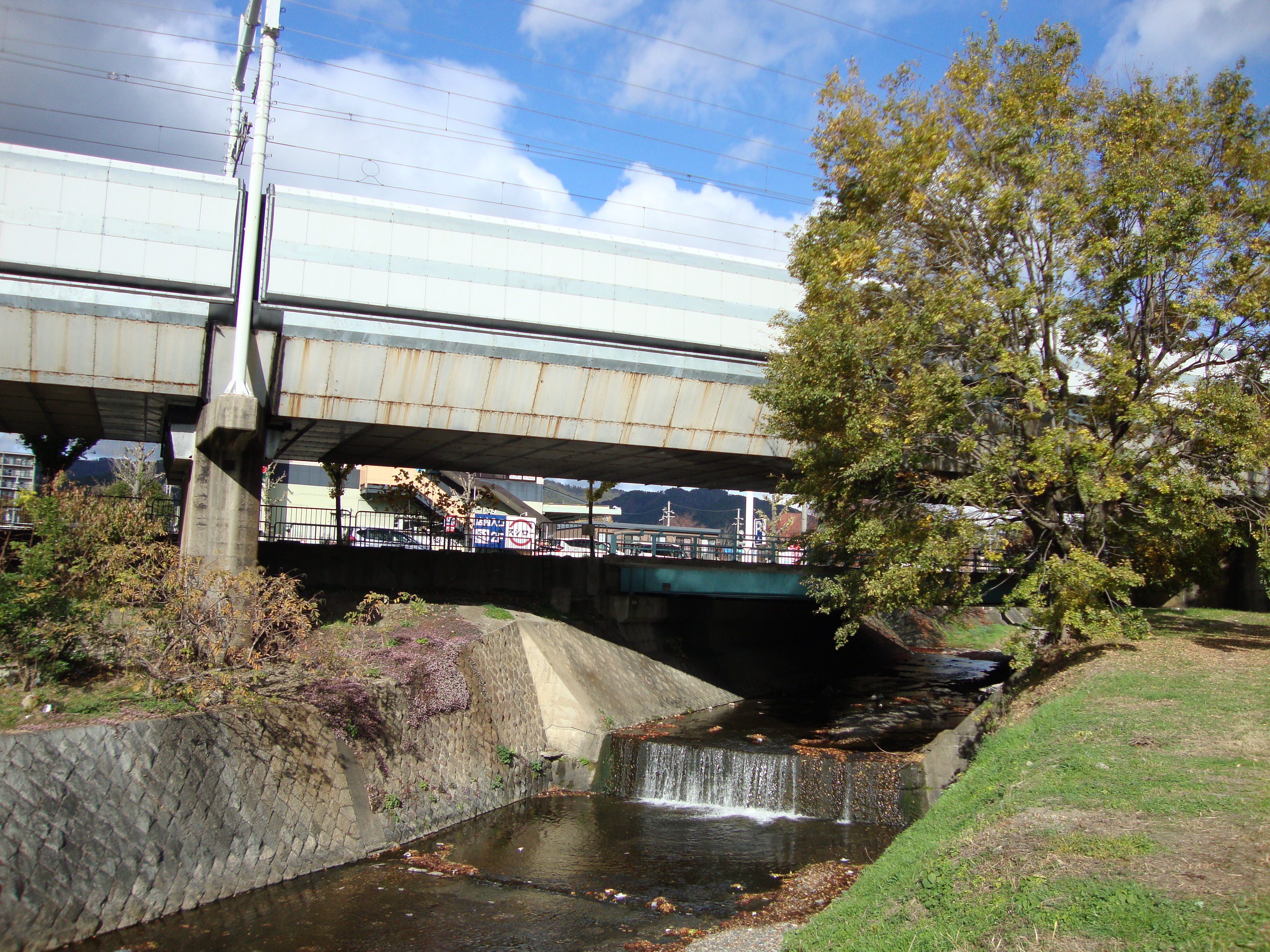
山科川

### 地形
- 山科盆地

#### 山地
主な山
- 大岩山
- 音羽山
- 牛尾山
- 稲荷山

#### 河川
主な川
- 山科川
- 四ノ宮川
- 旧安祥寺川

### 地域
区を構成する町：京都市山科区の町名を参照。

### 人口
| 山科区に相当する地域の人口の推移 |           |  |
| \| 1975年（昭和50年） \| 126,124人 \| \| \| 1980年（昭和55年） \| 136,318人 \| \| \| 1985年（昭和60年） \| 136,954人 \| \| \| 1990年（平成2年） \| 136,070人 \| \| \| 1995年（平成7年） \| 137,104人 \| \| \| 2000年（平成12年） \| 137,624人 \| \| \| 2005年（平成17年） \| 136,670人 \| \| \| 2010年（平成22年） \| 136,045人 \| \| \| 2015年（平成27年） \| 135,471人 \| \| \| 2020年（令和2年） \| 135,101人 \| \| |           |  |
| 総務省統計局 国勢調査より |           |  |
| 1975年（昭和50年） | 126,124人 |  |
| 1980年（昭和55年） | 136,318人 |  |
| 1985年（昭和60年） | 136,954人 |  |
| 1990年（平成2年） | 136,070人 |  |
| 1995年（平成7年） | 137,104人 |  |
| 2000年（平成12年） | 137,624人 |  |
| 2005年（平成17年） | 136,670人 |  |
| 2010年（平成22年） | 136,045人 |  |
| 2015年（平成27年） | 135,471人 |  |
| 2020年（令和2年） | 135,101人 |  |

### 隣接自治体・行政区
京都府
- 京都市 （左京区、東山区、伏見区）

滋賀県
- 大津市

## 歴史

### 古代

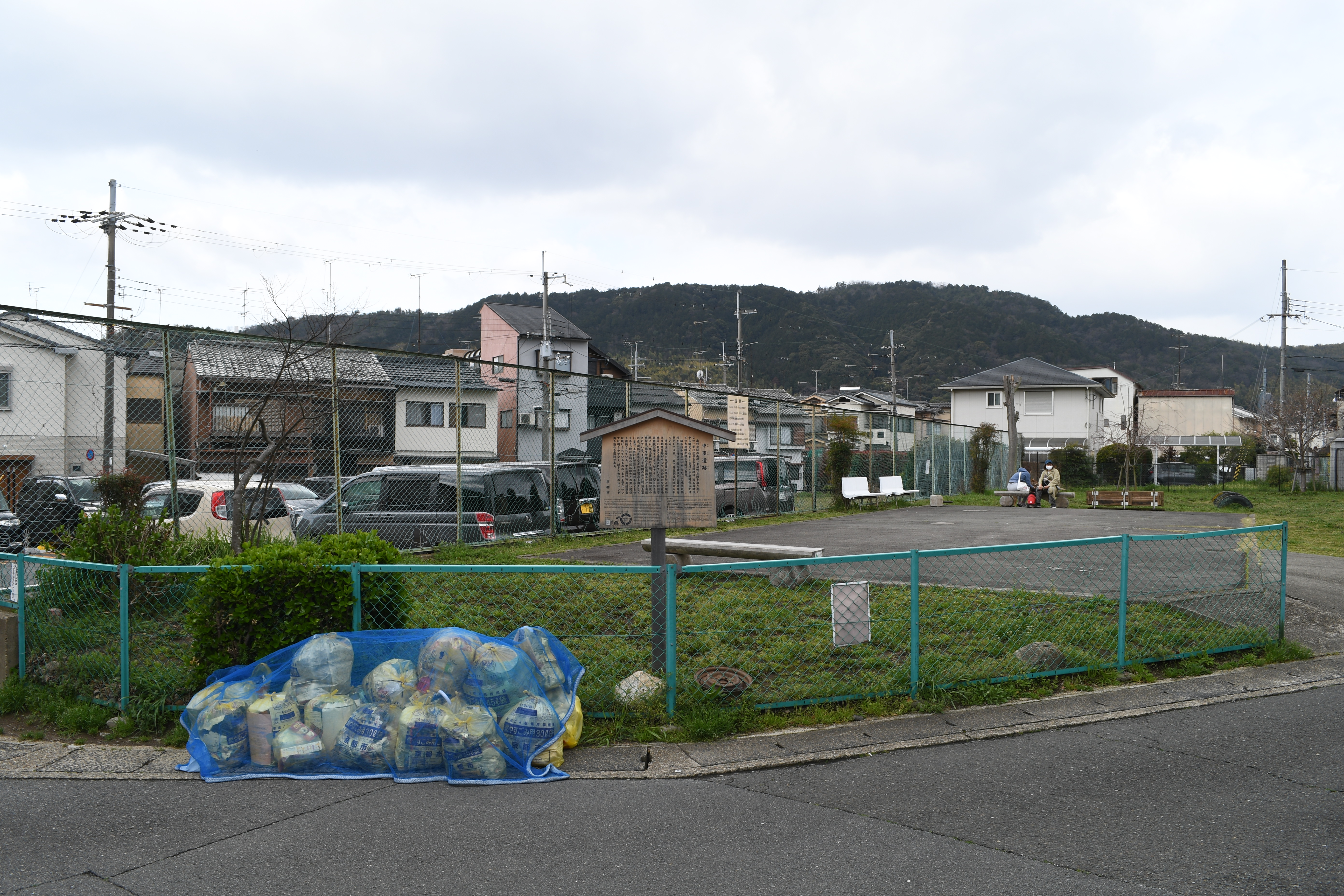
中臣遺跡

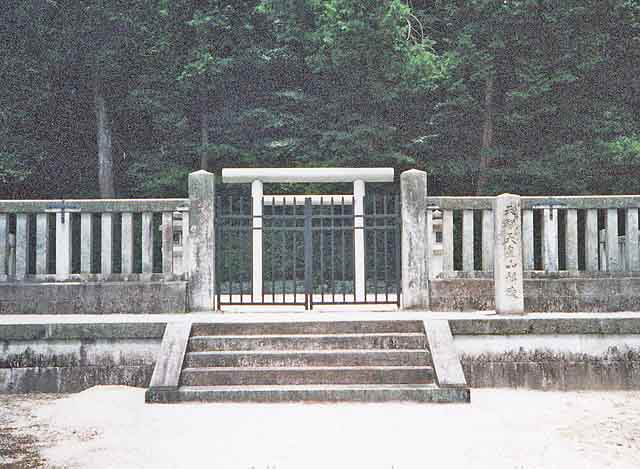
天智天皇陵

山科の栗栖野台地上にある中臣遺跡からは旧石器時代の石器や弥生時代の方形周溝墓が発見されており、古くから山科には人々が住んでいたいたことが窺える。
律令制下において、山科は山城国宇治郡に属していた8郷のうちの1つであり、古くは「山階」「山品」とも表記された。
山科は古代より中央政権との結びつきが深かった。中臣鎌足は山科に邸宅（陶原館）を建てて拠点とし、天智天皇に山科から近い大津宮へ遷都するよう進言した。鎌足は657年に館の一角に仏堂を建て、669年には妻の鏡王女が鎌足の病状を回復を祈願するために仏像を安置して山階寺とした。山階寺は後に飛鳥を経て奈良に移り、興福寺となった。672年に天智天皇が崩御すると、陵は山科に造営された（御廟野古墳）。
平安遷都後、山科には安祥寺（848年）・毘沙門堂門跡・勧修寺（900年）・曼荼羅寺（後の随心院、991年）など多くの寺院が建立され、醍醐には醍醐寺（874年）が創建されている。
また、山科周辺は平安遷都以前から交通の要衝であった。奈良時代には北陸道（現：奈良街道）が宇治方面から山科盆地を北進して近江国に抜けるルートをとっており、山科には宿駅が設置された。平安遷都に伴って山科駅は廃止されたが、京と東国を結ぶ東海道・東山道が山科盆地の北端を通るようになった。

### 中世

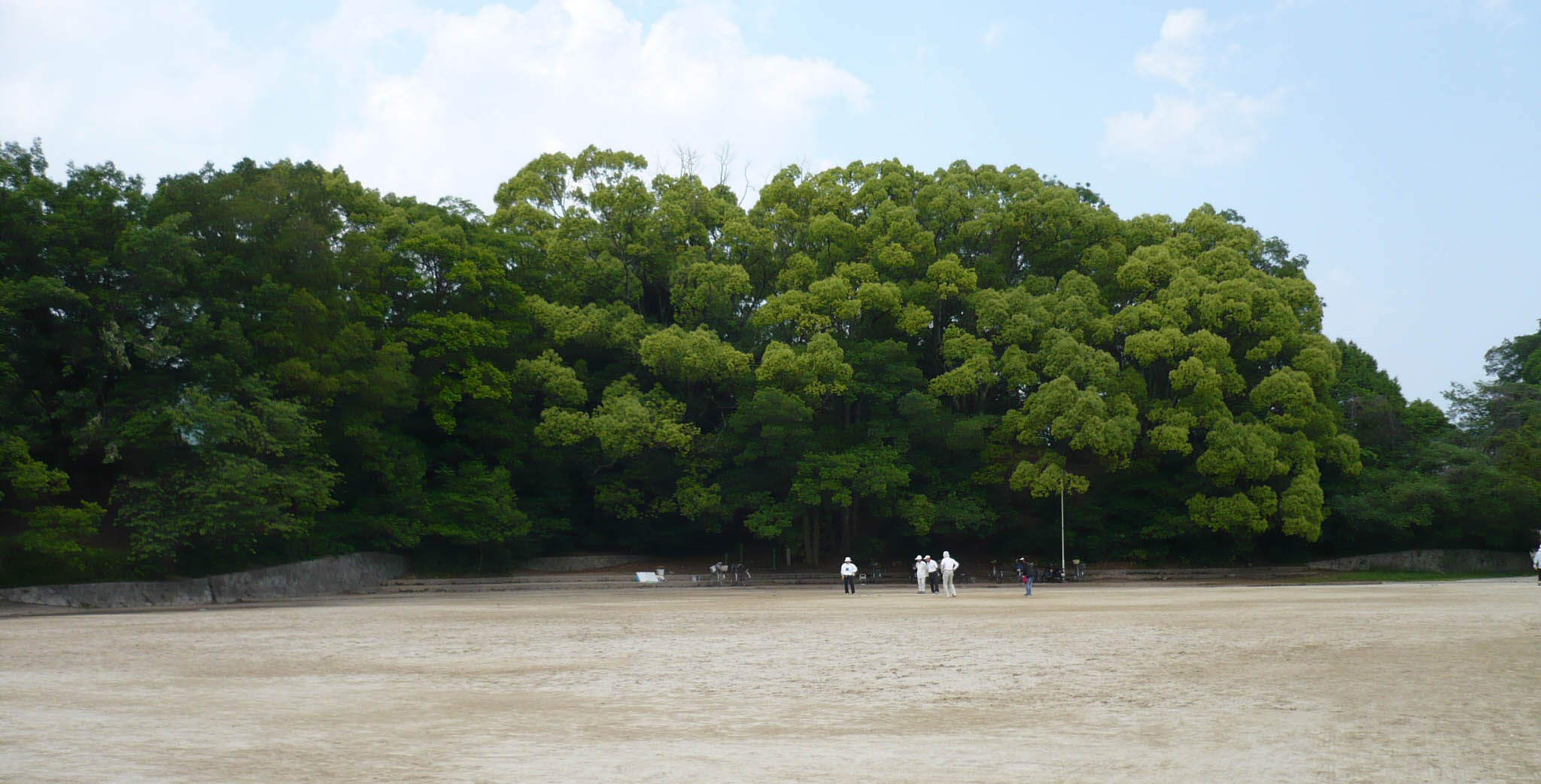
山科中央公園の山科本願寺土塁跡

平安時代末期、後白河上皇は山科に別荘（山科新御所）を造営した。新御所周辺の所領は上皇の崩御後に寵妃の高階栄子に与えられ、更にその子の藤原教成に継承された。以降、教成の子孫は山科家と称すようになった。
室町時代後期の1478年、蓮如によって山科本願寺が建てられ。山科本願寺は強固な堀と土塁による防衛機能を有し、寺を中心とする寺内町が形成された。
しかし城郭都市のようになった本願寺の存在と門徒たちの勢いを恐れた細川晴元は、京都市内をほぼ勢力下に置いた日蓮宗徒らと結託して一向宗に打撃を加えようとした。最盛期には、山科は宗教都市として「仏国の如し」と称されるほどの繁栄を誇ったが、1532年に細川晴元や京の日蓮宗信者らによって破壊され（山科本願寺の戦い）、本願寺は大坂の石山に移った。山科本願寺は廃墟と化したが、今も高い土塁の跡が区内各地に残存している。

### 近世

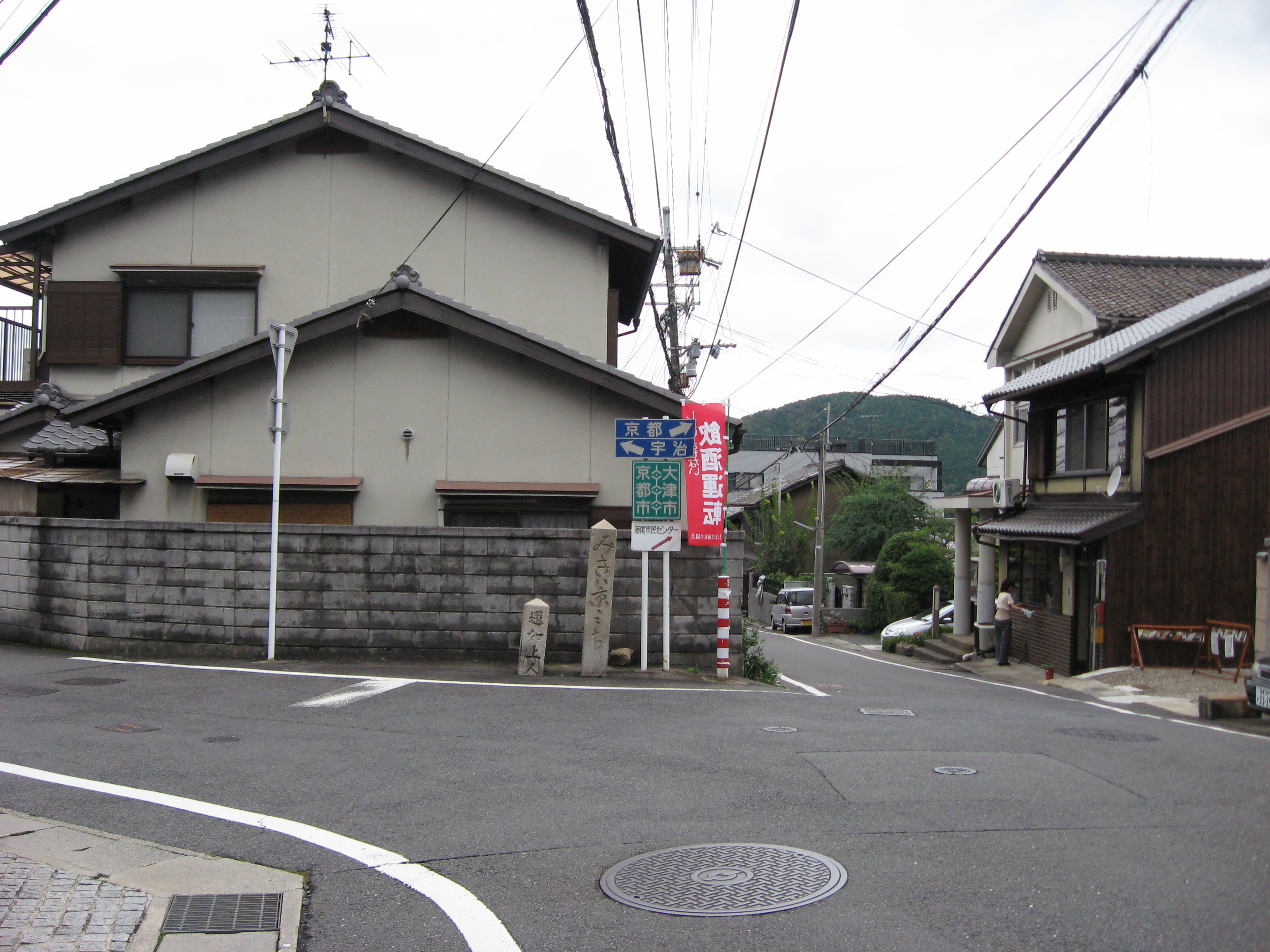
髭茶屋追分

1600年の関ヶ原の戦いの後、山科は皇室の領地（禁裏御料）となった。この時期の山科には山科郷士という、禁裏の警固などを担う身分があり、農民でありながら名字や帯刀が許可されるという特異な身分であった。
江戸時代には山科や四宮、髭茶屋追分までが東海道の街道筋として一続きの町となり、飛脚や参勤交代をはじめ多くの人々が行き交った。髭茶屋追分からは京都を通らず大津宿と伏見宿、大坂を直接つなぐ伏見街道（大津街道）が山科盆地を南へ走っていた。
1701年、赤穂浪士の大石良雄（内蔵助）は山科西部の西野山に移住し、仇討ちまでの間、夜毎東山を越えて祇園に通いながら世間の目を欺いていた。

### 近代
明治以降、琵琶湖疏水や東海道本線、京阪京津線などが山科を通るようになり、1933年（昭和8年）に京津国道（現：三条通）が開通し、大正から昭和にかけては繊維・染色関係の工場が建つなど、山科は京都郊外の住宅・工業地として発展した。1921年（大正10年）に西野に建設された日本絹布が特に大きな工場であり、翌年鐘紡に吸収されその山科工場となった。多くの女工が周囲に住み、近隣には市場や映画館もできるなど山科駅周辺の市街地化に貢献した。
京都郊外のレジャー地区としてゴルフ場、ダンスホール、料亭なども開設されている。1926年（大正15年）に町制を施行した後、1931年（昭和6年）に京都市東山区に編入されたが、この時点では住宅や工場は東海道沿いと山科駅周辺に集中しており、その他は竹やぶの散在する近郊農村だった。

### 現代
戦後、名神高速道路の京都東インターチェンジや国道1号線五条バイパス、区内の外環状線、国鉄（現JR西日本）湖西線が開通している。
高度成長期以降は盆地内の農地の宅地化が進み、大型団地が建設されるなど京都や大阪のベッドタウンとなった。ただし、この際に道路整備が追い付かなかった事が、区内各所での渋滞が慢性化している原因にもなっている。
1976年（昭和51年）、東山区のうち旧山科町に相当する地域が分割され、山科区が成立した。
近年は京都市中心部と山科・醍醐を結ぶ京都市営地下鉄東西線が開通するなど更なる交通網の整備が進んだほか、山科駅前は地下鉄開通とともに再開発され、商業施設「ラクト山科」が建設されている。そのため山科駅周辺ならびに地下鉄東西線が地下を走る外環状線沿線は活気ある街に育ちつつあるが、かつてのメインストリートであった旧東海道や醍醐街道の繁栄振りは鳴りを潜め、空洞化が進んでいる。

## 政治

### 行政

#### 自治体の変遷
明治
- 1889年（明治22年）4月1日 - 町村制施行に伴い、宇治郡安朱村、上野村、御陵村、日岡村、厨子奥村、竹鼻村、四宮村、髭茶屋町、八軒町、小山村、音羽村、大塚村、西野村、東野村、北花山村、大宅村、椥辻村、上花山村、川田村、勧修寺村、西野山村、栗栖野村、小野村が合併して宇治郡山科村が成立。

大正
- 1926年（大正15年）10月16日 - 山科村が町制施行し山科町となる。

昭和
- 1931年（昭和6年）4月1日 - 宇治郡山科町が京都市に編入。東山区の一部となる。
- 1951年（昭和26年）6月 - 東山区役所山科支所が発足。
- 1976年（昭和51年）10月1日 - 東山区から旧山科町域が分区され山科区となる。

## 国家機関

### 法務省
- 京都刑務所

### 厚生労働省
- 京都労働局 ハローワークプラザ山科

## 施設

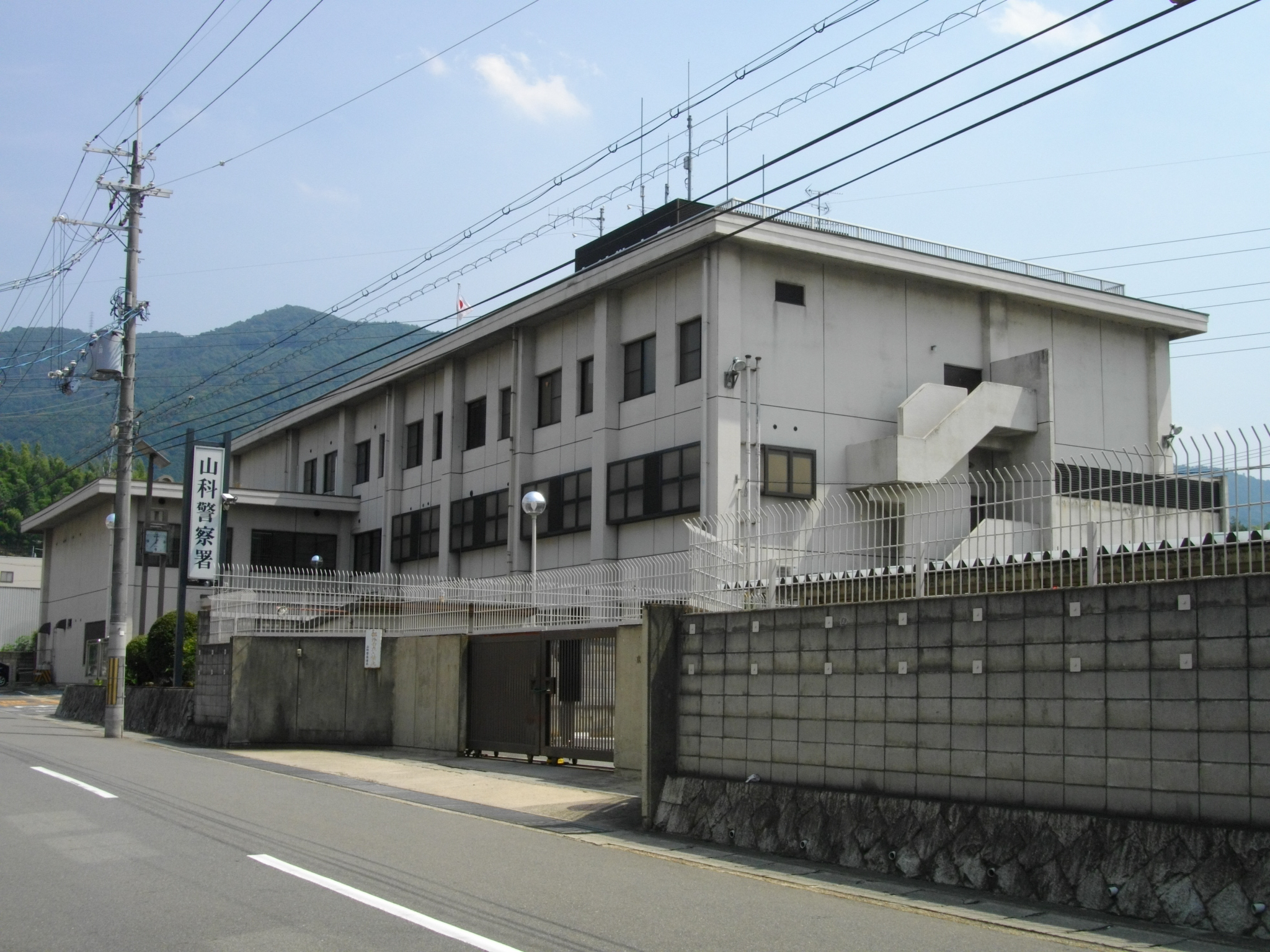
山科警察署

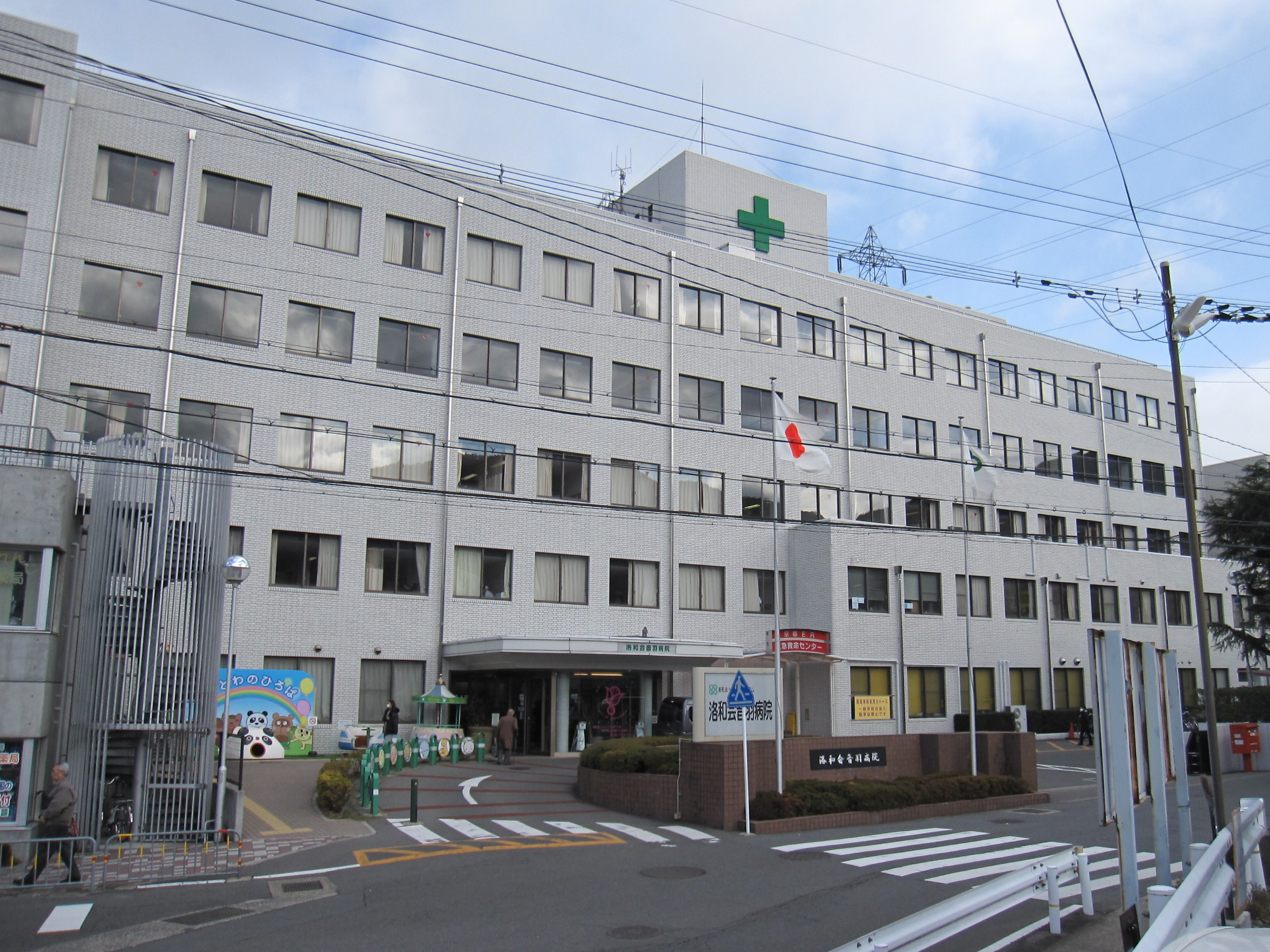
洛和会音羽病院

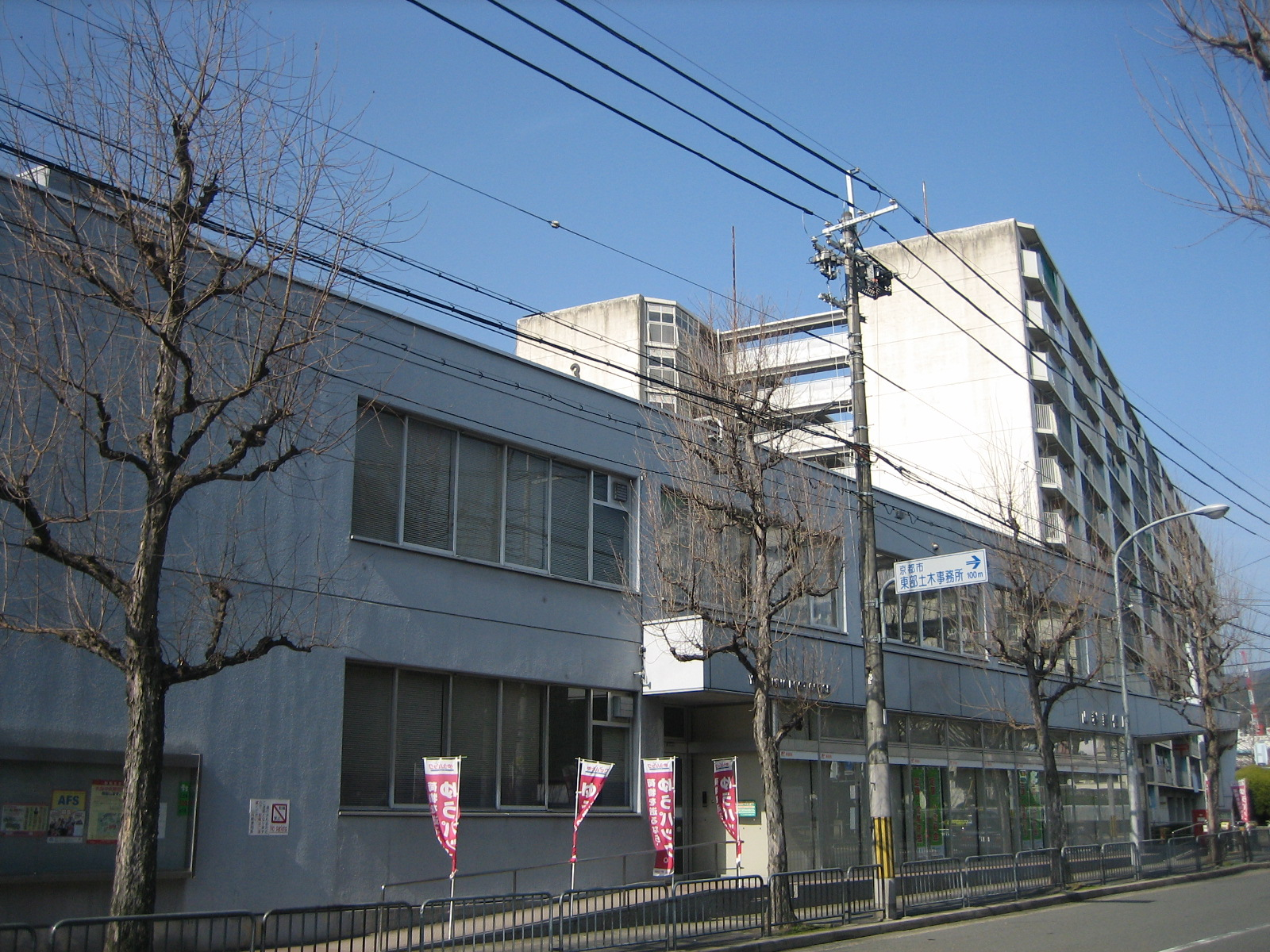
山科郵便局

### 警察
- 京都府山科警察署
  - 大塚交番（大塚森町）
  - 花山交番（北花山寺内町）
  - 勧修寺交番（西野山中臣町）
  - 四ノ宮交番（音羽草田町）
  - 竹鼻交番（竹鼻四丁野町）
  - 椥辻交番（大宅桟敷）
  - 百々交番（西野山百々町）
  - 御陵交番（御陵別所町）
  - 山科駅前交番（安朱桟敷町）

### 消防
- 京都市山科消防署（西野今屋敷町）
  - 大塚消防出張所（大塚北溝町）

### 医療
主な病院
- 洛和会音羽病院
- 愛生会山科病院

### 公民館
- 京都市東部文化会館

### 図書館
- 京都市山科図書館

### 郵便局
郵便番号
郵便番号は607-00・-08・-09・-80・-81・-82・-83・-84が使用されている。
主な郵便局
集配郵便局である山科郵便局のほか、以下の郵便局がある。
- 山科四宮郵便局
- 京都山科音羽郵便局
- 京都山科竹鼻郵便局
- 京都東野郵便局
- 京都山科椥辻郵便局
- 京都山科大宅郵便局
- 京都勧修寺郵便局
- 京都山科川田郵便局
- 京都山科西野郵便局
- 京都山科御陵郵便局
- 京都北花山郵便局

## 経済

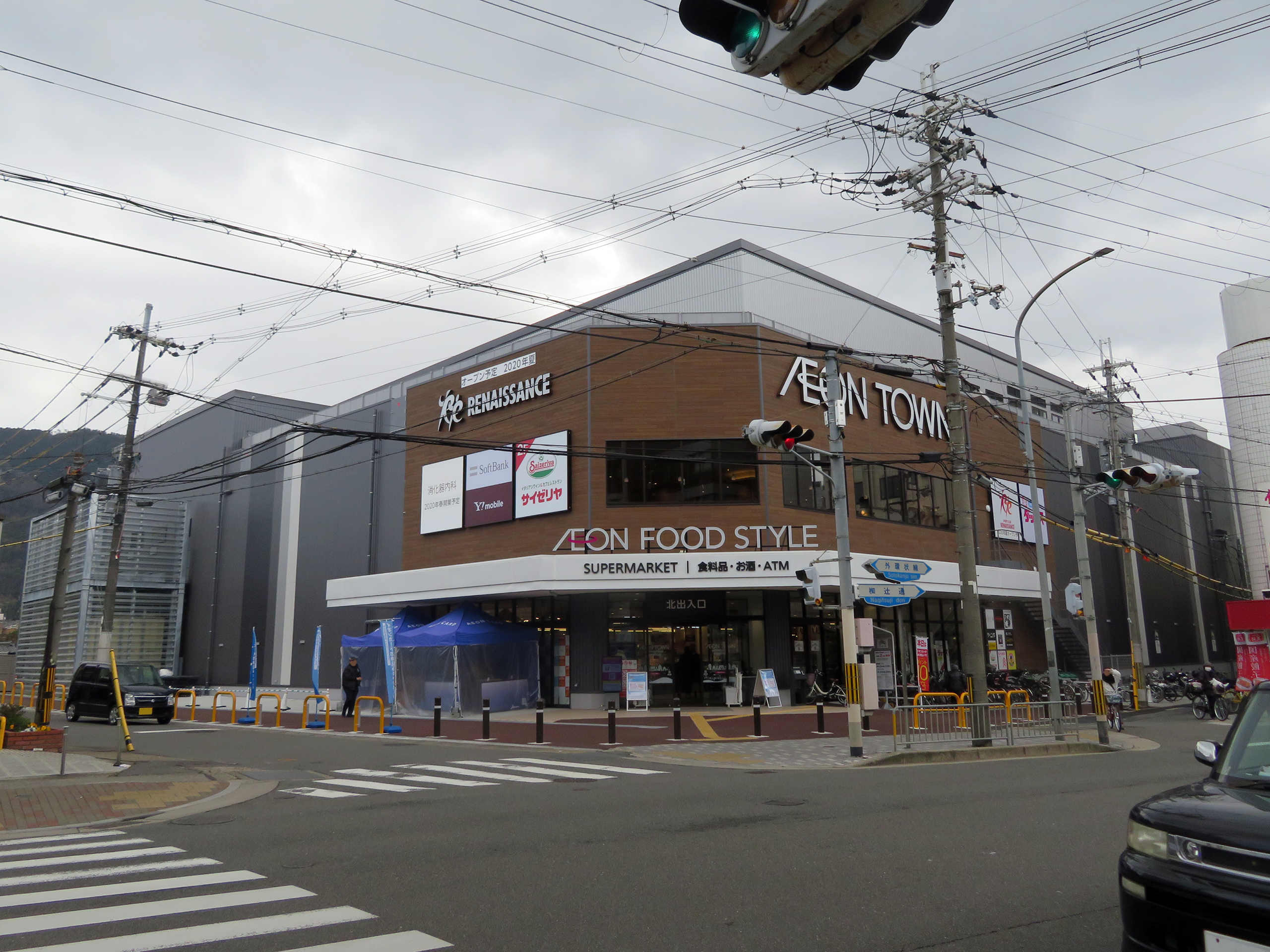
イオンタウン山科椥辻

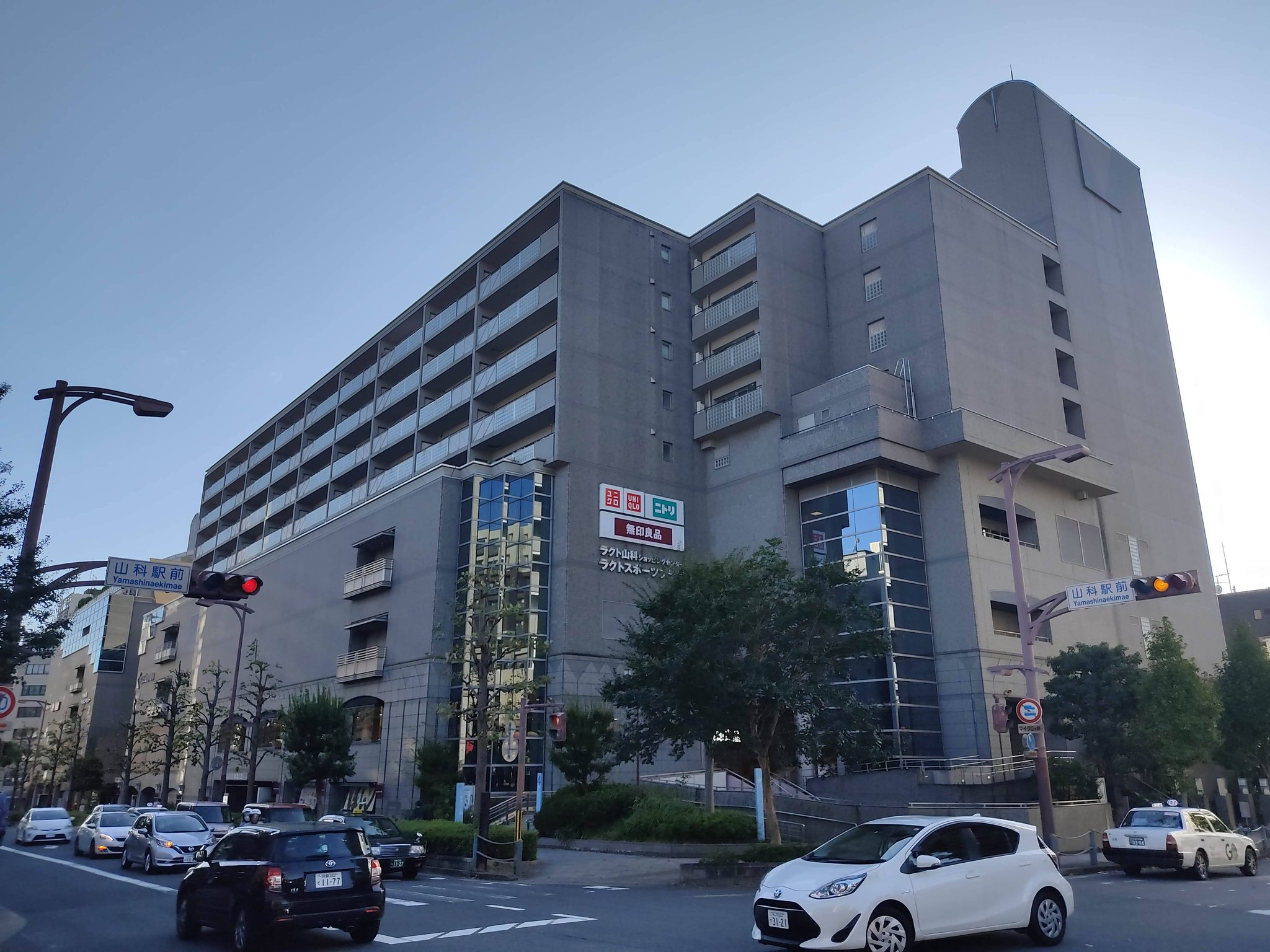
ラクト山科

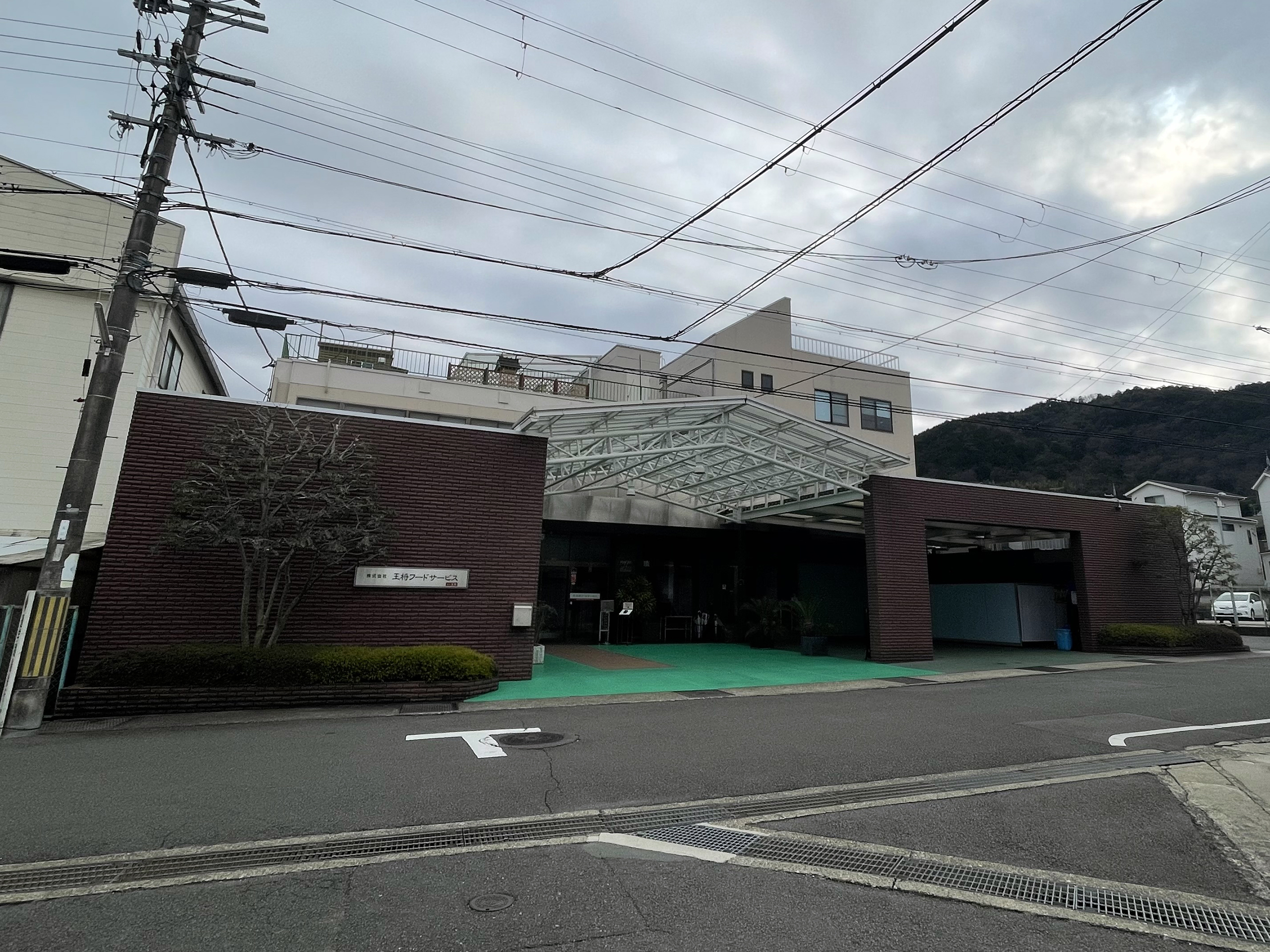
王将フードサービス本社

### 第三次産業

#### 商業
主な商業施設
- イオンタウン山科椥辻
- コトチカ山科
- ビエラ山科
- ラクト山科

### 本社を置く企業
- 栄光社
- 王将フードサービス
- 昭和堂
- デグナー
- テクノブレイン
- 燈影舎
- 中野製薬
- マツヤスーパー
- ミネルヴァ書房
- 明星観光バス
- 珉珉食品株主会社
- ワイズホールディングス

## 情報・通信

### マスメディア

#### 中継局
- 京都山科テレビ中継局

## 教育・研究機関

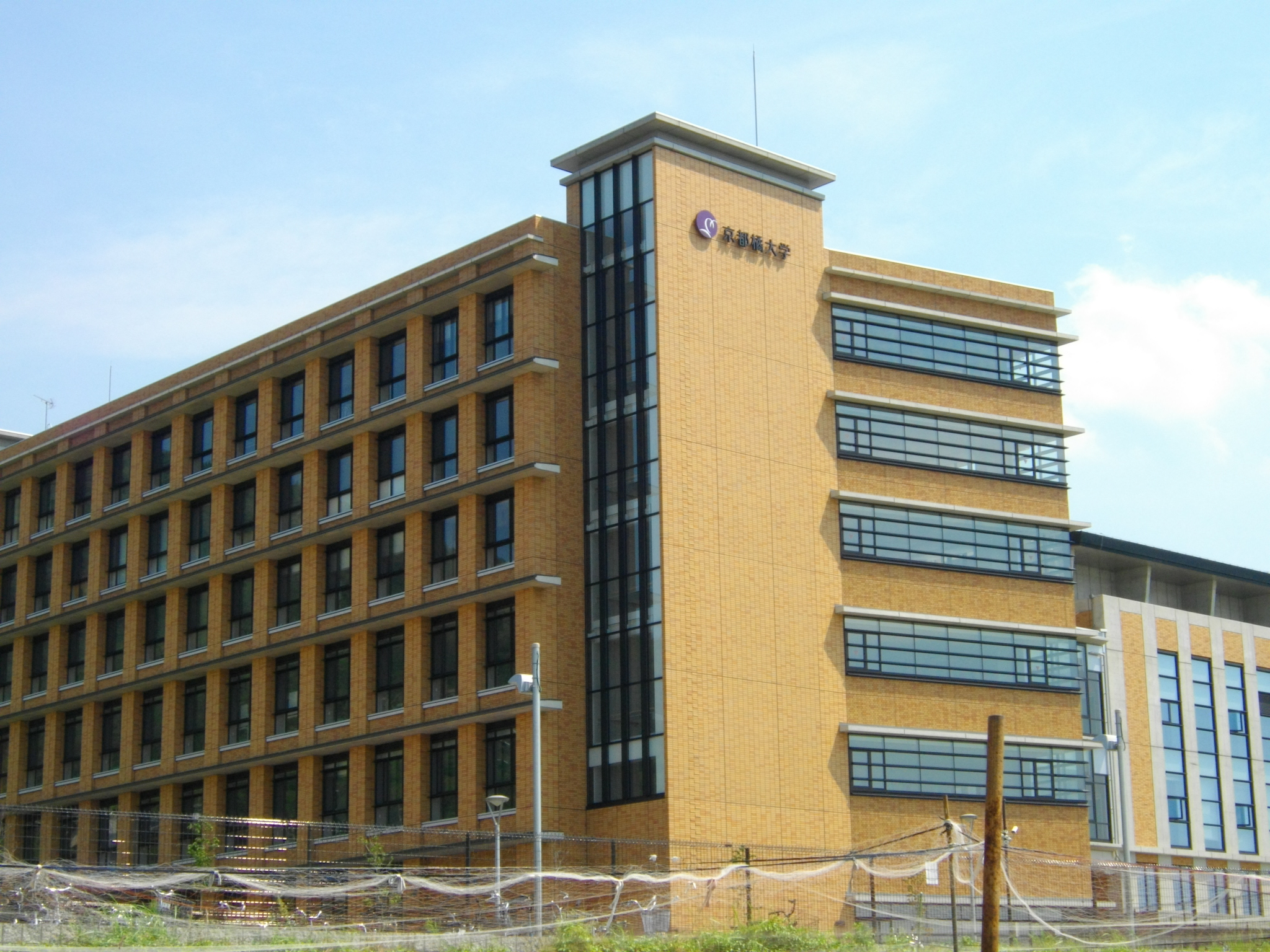
京都橘大学

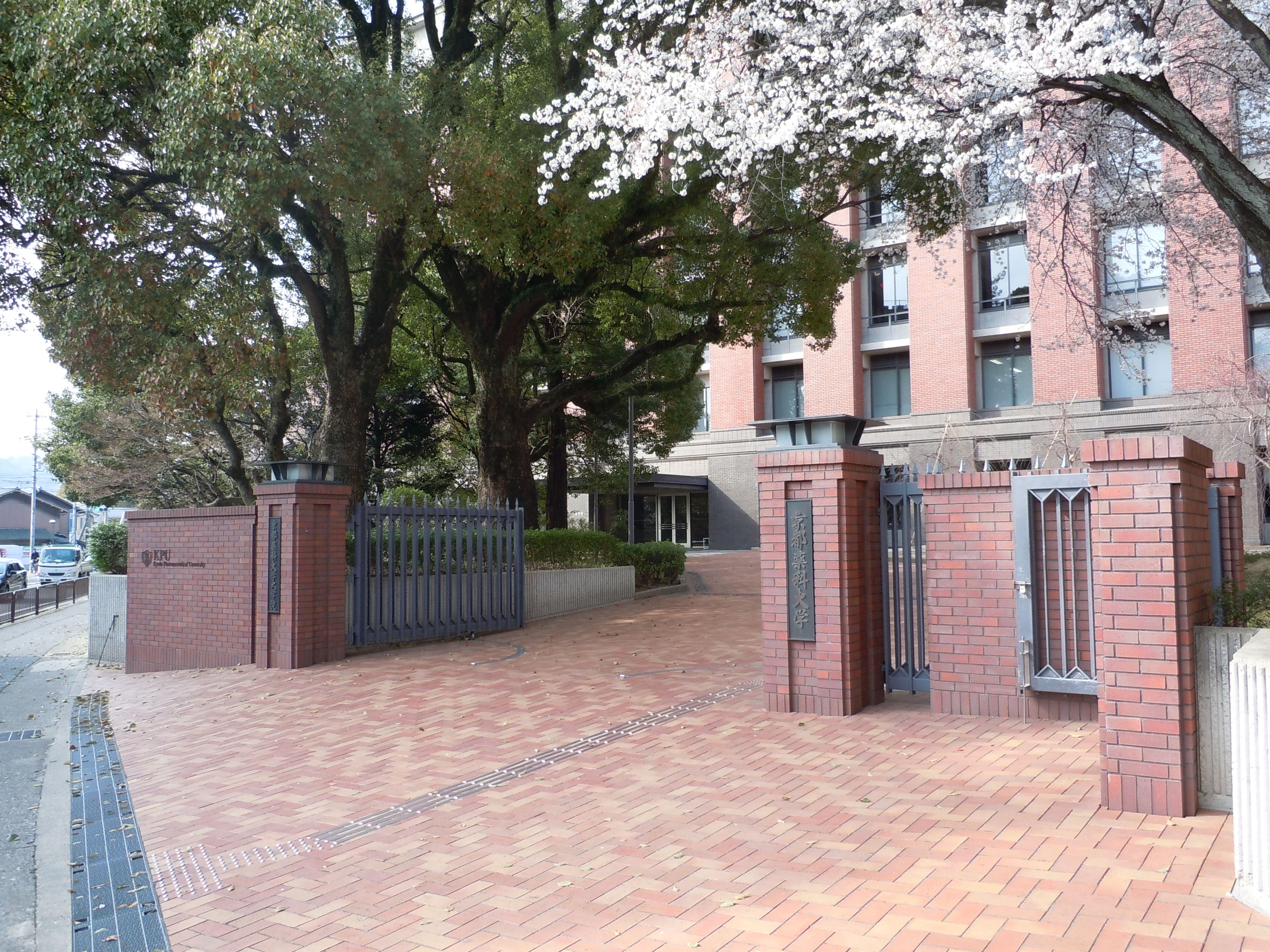
京都薬科大学

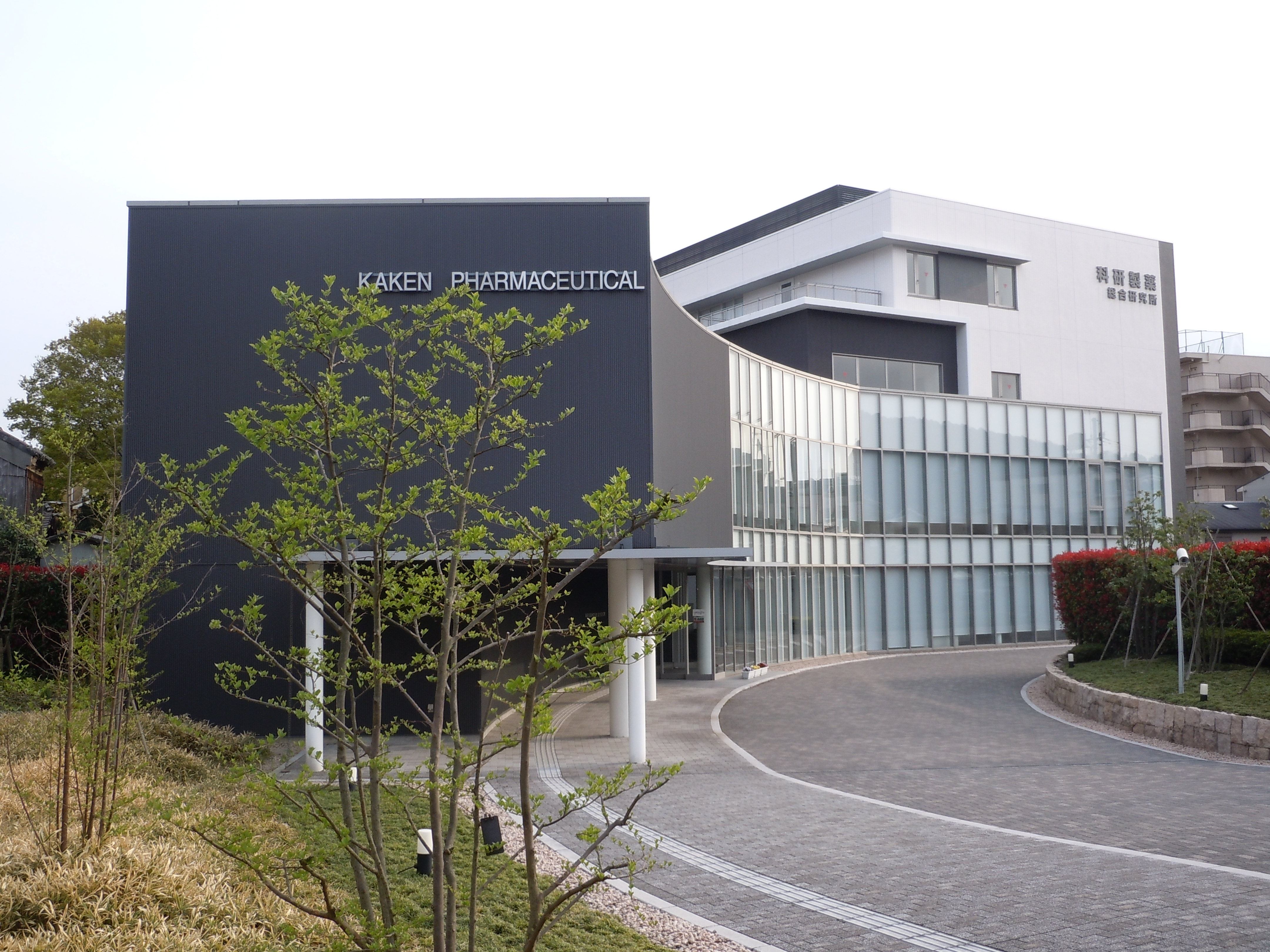
科研製薬総合研究所

### 大学
国立
- 京都大学大学院理学研究科附属花山天文台

私立
- 京都橘大学
- 京都薬科大学
- 龍谷大学南大日グラウンド

### 高等学校
府立
- 京都府立洛東高等学校

私立
- 一燈園高等学校

### 中学校
市立
- 京都市立山科中学校
- 京都市立勧修中学校
- 京都市立大宅中学校
- 京都市立安祥寺中学校
- 京都市立音羽中学校
- 京都市立花山中学校

私立
- 一燈園中学校

### 小学校
市立
- 京都市立勧修小学校
- 京都市立山階小学校
- 京都市立西野小学校
- 京都市立山階南小学校
- 京都市立安朱小学校
- 京都市立鏡山小学校
- 京都市立陵ヶ岡小学校
- 京都市立音羽小学校
- 京都市立音羽川小学校
- 京都市立大塚小学校
- 京都市立小野小学校
- 京都市立百々小学校
- 京都市立大宅小学校

私立
- 一燈園小学校

### 特別支援学校
市立
- 京都市立東総合支援学校

### 各種学校
- 大谷専修学院

### 研究機関
- 科研製薬総合研究所

## 交通

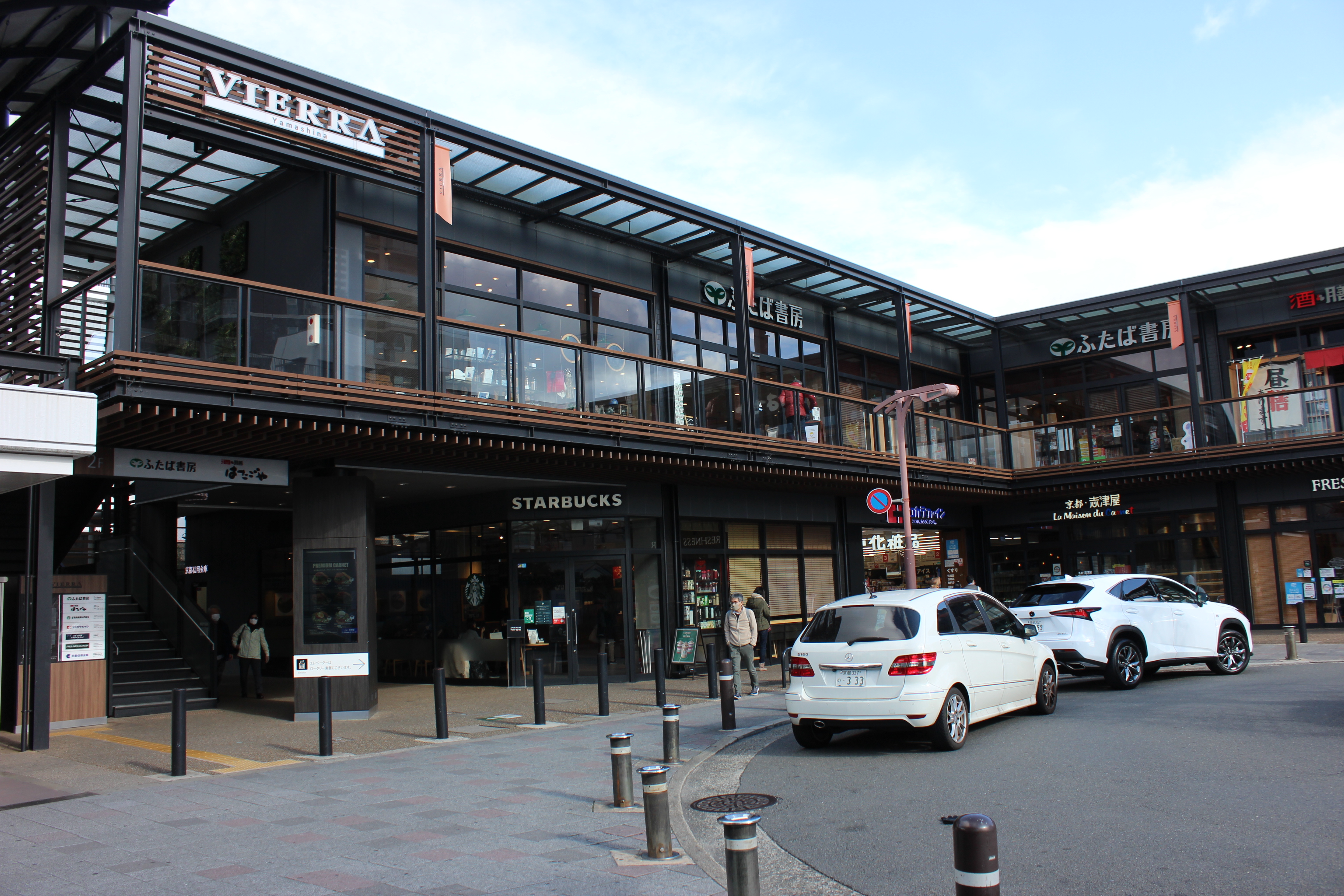
山科駅に隣接する商業施設「ビエラ山科」

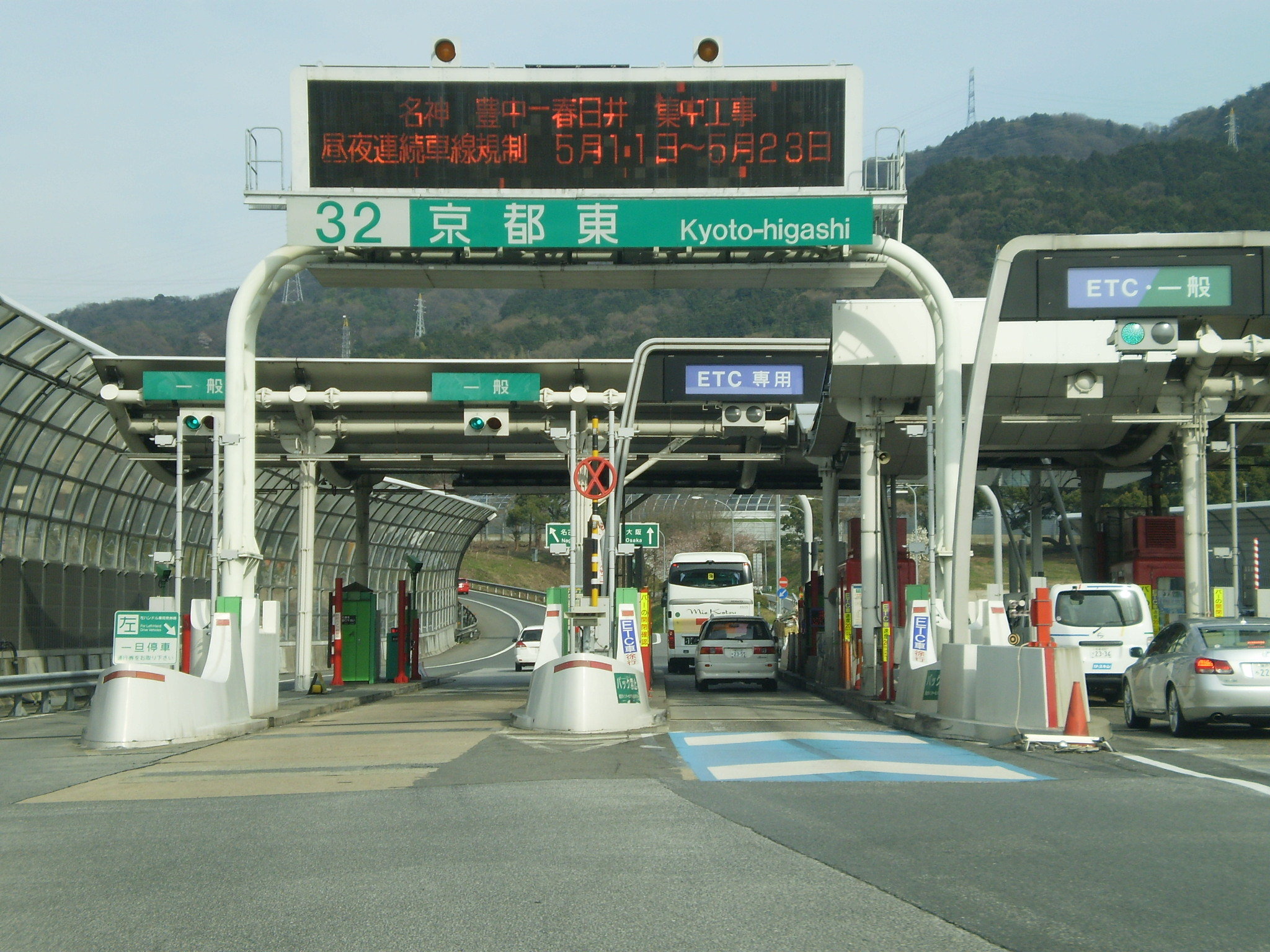
京都東インターチェンジ

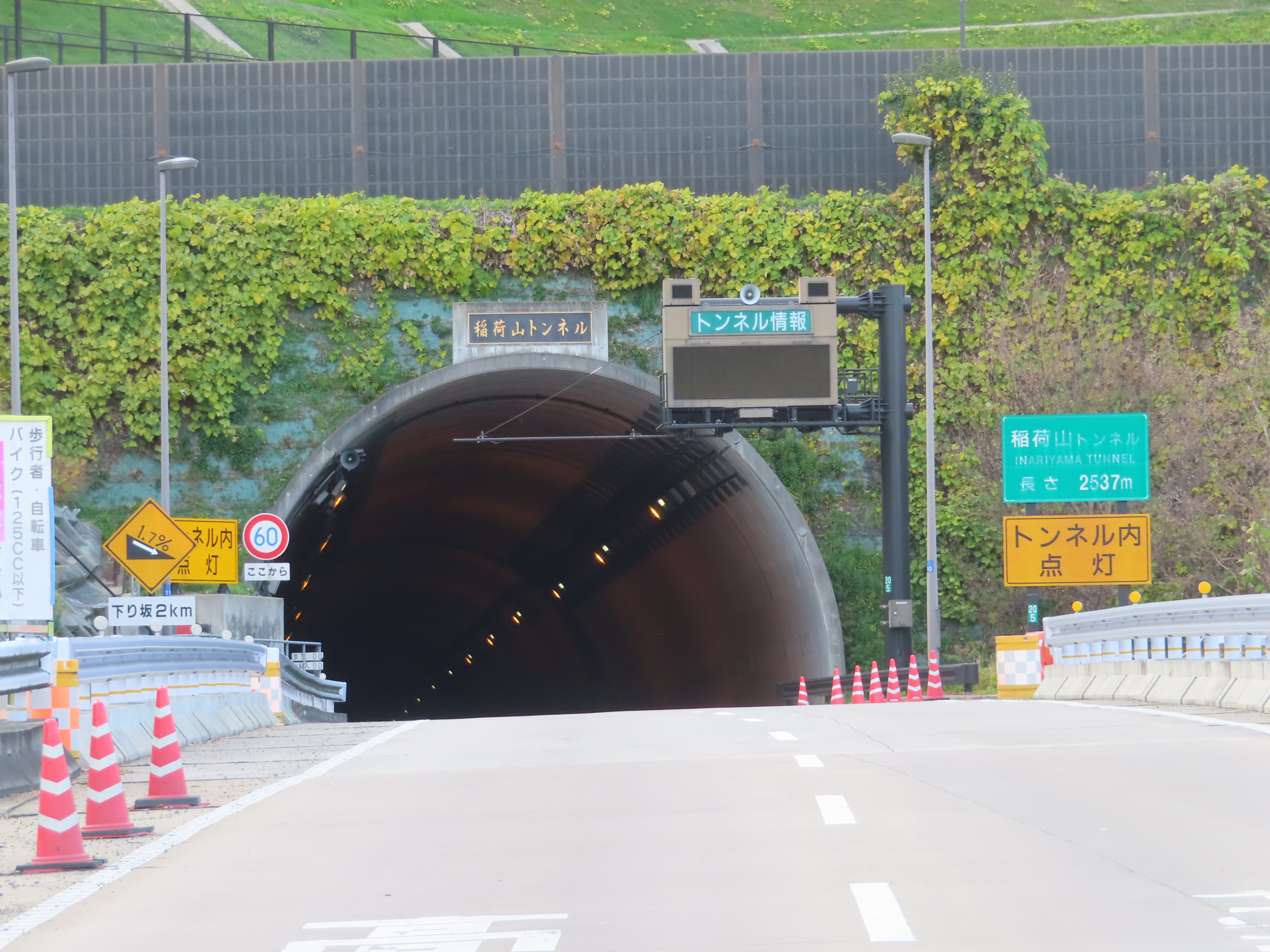
稲荷山トンネル

### 鉄道
西日本旅客鉄道（JR西日本）
- 東海道本線（琵琶湖線）: 山科駅
- 湖西線：山科駅

京阪電気鉄道
- 京津線：御陵駅 - 京阪山科駅 - 四宮駅→（至びわ湖浜大津駅）

京都市営地下鉄
- 東西線：小野駅 - 椥辻駅 - 東野駅 - 山科駅 - 御陵駅

### バス

#### 路線バス
1997年（平成9年）10月1月日まで京都市営バスの路線が存在したが、翌10月12日の地下鉄東西線開通に伴うバス路線再編で、路線網を京阪バスに譲り撤退していた。このため、山科は京都市の11区で唯一市バス路線のない区であった。しかし、2021年（令和3年）12月1日より河原町三条・四条河原町と山科団地・国道東野を結ぶ特80系統の運行を開始したことにより、24年ぶりに京都市営バスの路線が復活した。
- 京阪バス - 京阪バス山科営業所および京阪バス洛南営業所（区内の一部域）も参照。
- 京都市交通局（京都市営バス）- 京都市営バス梅津営業所も参照。
- ヤサカバス・醍醐コミュニティバス - 一部停留所のみ山科区に位置。

### 道路

#### 高速道路
- E1 名神高速道路
  - 京都東インターチェンジ

自動車専用道路
- 稲荷山トンネル
  - 山科出入口

#### 国道
- 国道1号（五条バイパス）
  - 滋賀京都連絡道路（高規格道路）として山科大津バイパスの計画具体化が2024年から始められた[40]。

#### 府道・市道
主要地方道
- 京都府道35号大津淀線
- 京都府道36号大津宇治線
- 京都市道185号勧修寺日ノ岡線

その他の府道
- 京都府道116号渋谷山科停車場線
- 京都府道117号小野山科停車場線
- 京都府道118号勧修寺今熊野線
- 京都府道143号四ノ宮四ツ塚線（三条通）

主要道路
- 京都外環状線

## 観光

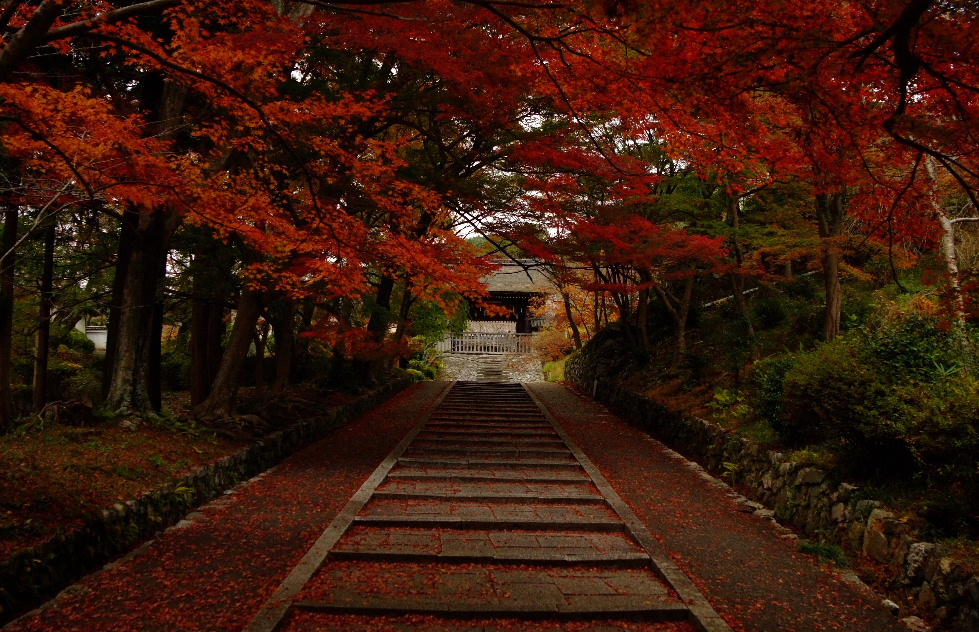
毘沙門堂

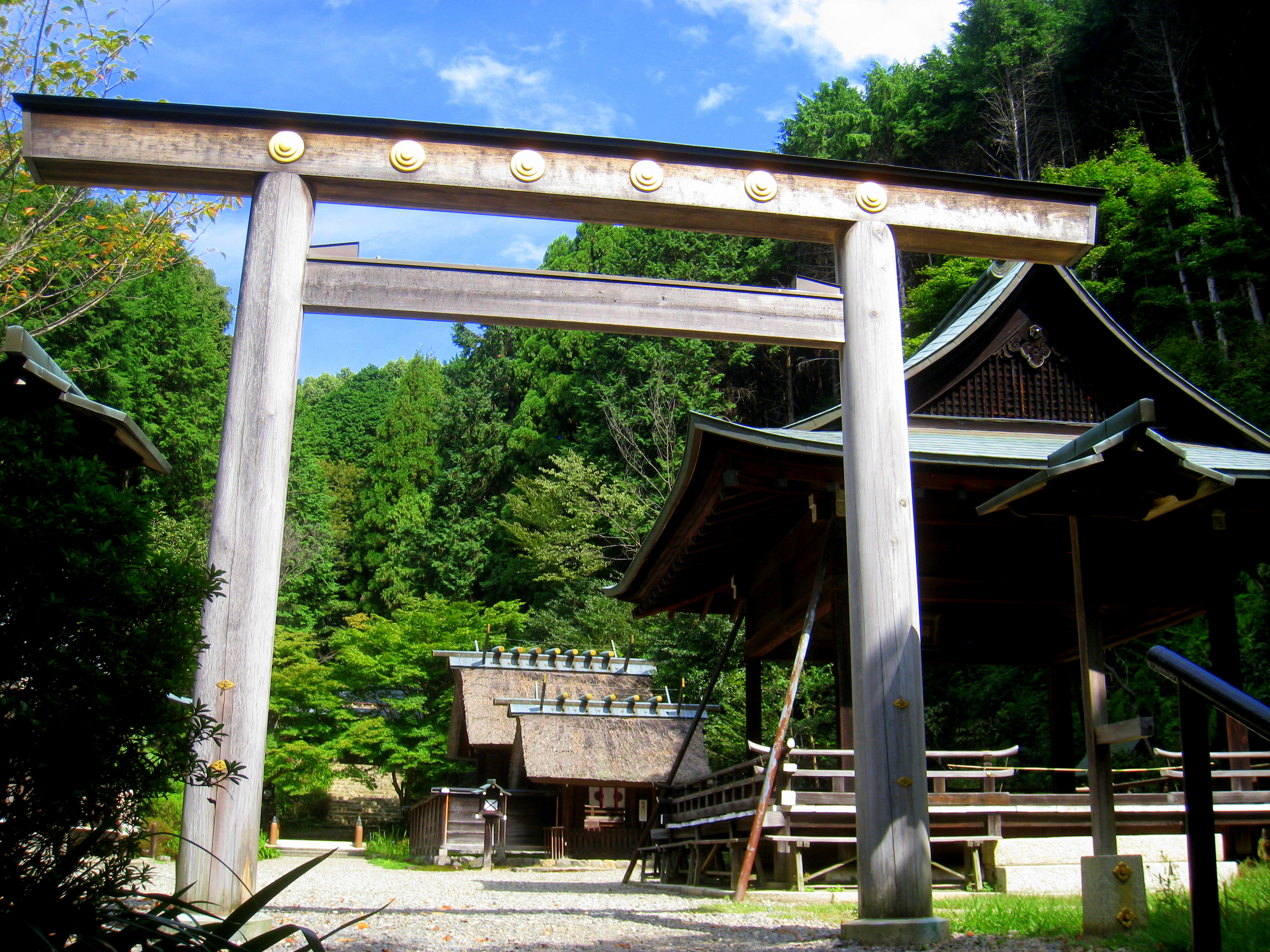
日向大神宮

### 名所・旧跡
主な寺院
- 牛尾山法嚴寺
- 毘沙門堂（門跡寺院）
- 安祥寺（門跡寺院）
- 紫雲山瑞光院
  - 浅野稲荷
- 山科本願寺：国の史跡。
- 山科聖天
- 勧修寺（かじゅうじ）
- 瑞光院
- 随心院
- 元慶寺 - 西国三十三所番外
- 本圀寺
- 歓喜光寺
- 東本願寺山科別院
- 山階寺跡推定地の碑

主な神社
- 大石神社
- 岩屋神社 - 山科の一之宮
- 朝日神社
- 折上神社
- 花山稲荷神社
- 中臣神社
- 八幡宮社
- 日向大神宮 - 京のお伊勢さん
- 南関田神社
- 琵琶琴元祖四宮大明神
- 宮道神社
- 諸羽神社 - 山科の四之宮
- 山科神社 - 山科の一之宮
- 山科三之宮 - 山科の三之宮

主な遺跡
- 天智天皇陵（御廟野古墳、京都最古の天皇陵）

主な史跡
- 西野山古墓 - 坂上田村麻呂の墓
- 将軍塚
- 名神起工の地

### 観光スポット
- 琵琶湖疏水
- 将軍塚 - 京都市を一望できる夜景スポット。大展望台・西展望台は山科区に位置する。
- 山科植物資料館
- 京都お箸の文化資料館

## 文化・名物

### 祭事・催事
- 阿含の星まつり
- 陶器市 - 1975年7月から開催された「陶器まつり」は五条坂で行われる陶器まつりと並ぶ夏の風物詩として知られたが、2010年代に取りやめとなり、陶器市は従前から秋に開催されている「楽陶祭」の中で『清水焼の郷まつり』として開催されている。

### 名産・特産
- 京焼（清水焼）
  - 1961年「清水焼団地協同組合」が設立され、1968年ごろより川田梅ヶ谷に造られた清水焼団地に、東山区の清水寺・泉涌寺付近から多くの業者が移転した。

## 著名な出身者
- 上田藤兵衛（自由同和会京都府本部会長)
- 川中基嗣（元プロ野球選手)
- 倉義和（元プロ野球選手）
- 近藤正臣（俳優）
- 中島知子（お笑い芸人）
- 波留敏夫（元プロ野球選手）
- 藤山直美（女優）
- 段田安則（俳優）
- 小林薫（俳優）
- 吉田省念 (ミュージシャン)
- 森田涼花（アイドル、女優）
- 松井大輔（サッカー選手）
- 小泉エリ（マジシャン）

## 山科区を舞台とした作品

### 映画
- 赤穂城断絶
- 危険旅行

### 小説
- 藪の中